# اتصال الأعمال
اتصال الأعمال : الاتصال يستخدم للترويج لمنتج أو خدمة أو منظمة ؛ تتابع المعلومات ضمن الأعمال ; أو التعامل مع قضايا قانونية ومماثلة. هو أيضا وسيلة معوله بين الاعتماد على سلسلة التوريد، على سبيل المثال المستهلك والصانع.
اتصال الأعمال معروفة بأنها مجرد «اتصالات». ويشمل مجموعة متنوعة من المواضيع، بما في ذلك التسويق و الماركات التجارية و علاقات العملاء و سلوك المستهلك و الدعاية والإعلان و العلاقات العامة و اتصال الشركات و المشاركة المجتمعيه و(البحث و القياس) وإدارة السمعة و الاتصال الشخصي و مشاركة الموظف و الاتصال عبر الإنترنت وإدارة الحدث. إنها ترتبط ارتباطاً وثيقاً بمجالات الاتصالات المهنية و الاتصالات التقنية.
في مجال الأعمال، مصطلح الاتصالات يشمل مختلف قنوات الاتصال، بما في ذلك الإنترنت والطباعة (المطبوعات) والراديو والتلفزيون ووسائل الإعلام المحيطة وما هو في الهواء الطلق والتواصل الشفهى.
اتصال الأعمال يمكن أيضا أن يشير إلى الاتصال الداخلي. مدير الاتصالات عادة سوف يدير الاتصال الداخلي ورسائل الحرفية التي تُرسل إلى الموظفين. من الأهمية أن الاتصالات الداخلية التي تُدار بشكل صحيح بسبب أنها وضعت سيئه أو الرسالة المداره يمكن أن تشجع على عدم الثقة أو العداء من الموظفين.
اتصال الأعمال هو موضوع عام مدرج في برامج المناهج الخاصة بدرجة الماجستير في إدارة الأعمال (ماجستير في إدارة الأعمال) لكثير من الجامعات. وفضلاً عن ذلك، كثير من كليات المجتمع والجامعات تمنح درجات علمية في مجال الاتصالات.
هناك عدة طرق لاتصال الأعمال، بما في ذلك :
- اتصال عبر شبكة الإنترنت—لأجل اتصال أحسن ومتطور، في أي وقت وفي أي مكان...
- بريد إلكتروني، الذي يوفر وسيلة لحظية للاتصال المكتوب في جميع أنحاء العالم ؛
- تقارير—المهم في توثيق الأنشطة لأي دائرة ؛
- العرض—طريقه ذات شعبية كبيرة للاتصال في جميع أنواع المنظمات، وعادة ما تنطوي على المواد السمعية البصرية، مثل نُسخ التقارير أو المواد التي أُعدت في مايكروسوفت باور بوينت أو أدوبي فلاش ؛
- اجتماعات هاتفيه، التي تسمح لخطاب لمسافات طويلة ؛
- مجالس المنتدى، التي تسمح للناس لنشر معلومات على الفور في موقع مركزي ; و
- اجتماعات وجهاً لوجه، التي هي شخصية وينبغي أن تكون ناجحه عن طريق متابعة مكتوبة.

## المنظمات
- تأسس في عام 1936 رابطة شركات الاتصالات (ايه بي سي) http://www.businesscommunication.org/index.asp، أصلا تسمى رابطة كلية الأساتذة لأعمال الكتابة، هي «المنظمة الدولية ملتزمة بتعزيز التميز والتفوق في اتصالات الأعمال للمنح الدراسية والأبحاث و التعليم والممارسة».
- (IEEE) مجتمع الاتصالات والإلكترونيات الفنية (http://ewh.ieee.org/soc/pcs/ (PCS مكرس لتعزيز التفاهم والتواصل لاتصال فعال في الهندسة والعلمية والبيئات الأخرى، بما في ذلك بيئات العمل. مجلة أكاديمية بى سي أس، معاملات IEEE الفنية بشأن الاتصالات http://ewh.ieee.org/soc/pcs/؟q=node/24، هي واحدة من المجلات الرائدة في مجال الاتصالات المهنية. قراء المجلة هم من المهندسين والكتاب ومصممين المعلومات والمديرين وغيرهم من العاملين كعلماء ومُربيين وممارسين الذين تجمعهم المصلحة في الاتصال الفعال للتقنية ومعلومات الأعمال.]المراجع

1. ↑  Easton، Anna؛ Heidewald، Jeanette؛ Morrone، Michael؛ Neher، Darryl؛ Steiner-Williams، Judy. Strategic Business Writing (ط. 2nd). Trustees of Indiana University. ص. 21. ISBN:978-0-253-01611-9.
2. ↑  "Archived copy". مؤرشف من الأصل في 2007-08-12. اطلع عليه بتاريخ 2007-09-11.{{استشهاد ويب}}:  صيانة الاستشهاد: الأرشيف كعنوان (link)
3. ↑  [1] ^ "التعايش مع الغموض". دي لا فيرني، سوزان (2005). http://www.auxiliumtraining.com/Ambiguity.htm.تدريب%5Bوصلة+مكسورة%5D أاوكسيليام. استرجاع على 22-05-2008. "نسخة مؤرشفة". مؤرشف من الأصل في 2016-03-13. اطلع عليه بتاريخ 2021-04-29.{{استشهاد ويب}}:  صيانة الاستشهاد: BOT: original URL status unknown (link)